# ハサン・カブゼ
ハサン・カブゼ（Hasan Salih Kabze、1982年5月26日 - ）は、トルコ・アンカラ出身の元サッカー選手。現役時代のポジションはフォワード。

## 経歴
2005年、ガラタサライSKに移籍した。
2007年8月9日、FCルビン・カザンに移籍した。
2010年7月、モンペリエHSCに移籍した。
2012年1月17日、オルドゥスポルに移籍した。
2013年8月14日、コンヤスポルに移籍した。
2015年、アクヒサル・ベレディイェスポルに移籍した。
2016年、スィヴァススポルに移籍した。
2017年、アルトゥノルドゥFKに移籍した。

## 所属クラブ
- ブジャスポル 2000 - 2002
- ダルダネル・スポルAS 2002-2005
- ガラタサライSK 2005-2007
- FCルビン・カザン 2007-2010
- モンペリエHSC 2010-2012
- オルドゥスポル 2012-2013
- コンヤスポル 2013-2015
- アクヒサル・ベレディイェスポル 2015-2016
- スィヴァススポル 2016
- アルトゥノルドゥFK 2017